# Steve Austin
Steven James Anderson (født 18. december 1964), bedre kendt under ringnavnet "Stone Cold" Steve Austin er en amerikansk skuespiller og tidligere wrestler. Steve Austin er kendt fra en række wrestlingorganisationer, heriblandt World Championship Wrestling (WCW), Extreme Championship Wrestling (ECW) og World Wrestling Federation (WWF) (siden 2002 kendt som World Wrestling Entertainment (WWE)). Austin er en seksdobbelt verdensmester i WWE.
Steve Austin blev kendt som den mest populære superstjerne nogensinde. Han opnåede størst succes fra midten til slutningen af 1990'erne under ringnavnet "Stone Cold" Steve Austin, og hans gimmick bestod i at være en respektløs, øldrikkende anti-helt, der hele tiden var oppe at tottes med sin chef, Vince McMahon, der ejer WWE. Det resulterede i, at Austin ofte gav McMahon fingeren på WWE's ugentlige tv-programmer og fejdede med ham under på liveepisoder af RAW. Austins opførsel blev dog med tiden utrolig populær blandt fans, og selv om Austin i starten var en heel-wrestler, blev han langsomt så populær blandt fans, at han blev én af WWE's største face-wrestlere nogensinde. I 2009 var det ironisk nok ærkerivalen McMahon, der satte Austin ind i WWE Hall of Fame.
Austin vandt mange titler i sin wrestling-karriere og er anerkendt som en seksdobbelt verdensmester, idet han har vundet WWF Championship seks gange fra 1998 til 2001. Han har også vundet King of the Ring-turneringen i 1996 og er den eneste wrestler, der har vundet den traditionsrige Royal Rumble match tre gange (1997, 1998 og 2001). Han wrestlede også i WCW fra 1991 til 1995 under ringnavnet "Stunning" Steve Austin, inden han skrev kontrakt med WWF. I WCW lykkedes det ham at vinde en række forskellige titler, heriblandt WCW United States Heavyweight Championship. Austin var dog aldrig en af de mest succesrige wrestlere, mens han var i WCW. Efter at Austin havde været den største stjerne i WWF i en række år, var han nødsaget til at indstille karrieren i 2003 pga. alvorlige knæ- og nakkeskader.
Austin har medvirket i en række film. I 2007 spillede han hovedrollen i The Condemned, og i 2010 medvirkede han i The Expendables sammen med bl.a. Sylvester Stallone, Bruce Willis og Dolph Lundgren.

## Wrestlingkarriere

### World Class Championship Wrestling (1989-1991)
Under sit rigtige navn fik Steve Austin sin debut i den amerikanske wrestlingorganisation World Class Championship Wrestling (WCCW) i 1989. Senere fik han ringnavnet "Steve Austin" af Dutch Mantel fra Memphis, der bookede kampe for United States Wrestling Association, som WCCW var en del af. I nogle kampe i delstaten Texas begyndte Steve Austin at wrestle under tilnavnet "Stunning", og ringnavnet "Stunning" Steve Austin fulgte med ham til World Championship Wrestling (WCW), efter at WCCW var blevet lukket i 1990.

### World Championship Wrestling (1991-1995)
Steve Austin skrev kontrakt med World Championship Wrestling (WCW) i 1991, og allerede i juni 1991 vandt han sin første titel, da han erobrede WCW World Television Championship ved at besejre Bobby Eaton. Senere samme år sluttede "Stunning" Steve Austin sig til Paul E. Dangerouslys Dangerous Alliance. Austin tabte titlen til Barry Windham i april 1992, men vandt den tilbage måneden efter. Austin holdt fast i titlen i endnu en længere periode, inden han måtte sig se besejret af Ricky Steamboat i september 1992. Kort tid efter gik The Dangerous Alliance fra hinanden.
I januar 1993 dannede han tagteamet The Hollywood Blondes med Brian Pillman. I marts vandt de WCW World Tag Team Championship ved at besejre Ricky Steamboat og Shane Douglas. The Hollywood Blondes forsvarede VM-bælterne med succes i fem måneder. I den periode forsvarede de VM-bælterne mod bl.a. Ric Flair og Arn Anderson fra heel-gruppen The Four Horsemen. Brian Pillman blev skadet, og som erstatning trådte Steven Regal til, men Steve Austin og Steven Regal tabte VM-bælterne til Arn Anderson og Paul Roma. Mens Pillman stadig var ude med en skade, sluttede Austin sig til heel-gruppen Stud Stable. Da Pillman gjorde comeback, vendte Austin sig mod Pillman og besejrede ham ved WCW's Clash of the Champions XXV.
I december 1993 lykkedes det Steve Austin at vinde WCW United States Heavyweight Championship ved WCW's Starrcade, da han besejrede Dustin Rhodes. Austin holdt titlen i otte måneder, inden han måtte se sig besejret af Ricky Steamboat. Austin var programsat til at få en rematch mod Steamboat ved WCW' Fall Brawl måneden efter, men en skade forhindrede Steamboat i at kæmpe, så Austin fik titlen foræret. Få minutter efter mistede Steve Austin dog titlen igen, da Steamboats erstatning, "Hacksaw" Jim Duggan, besejrede ham på blot 35 sekunder. I månederne efter tabte Austin to titelkampe i træk til Duggan.
Steve Austin blev knæskadet i starten af 1995, og da han vendte tilbage, besejrede han Jim Duggan i første runde af en titelturnering om det ledige WCW United States Heavyweight Championship. I kvartfinalen tabte han dog til Randy Savage. Det blev Austins sidste kamp i WCW.
I juni 1995 blev Steve Austin fyret af WCW's vicepræsident, Eric Bischoff, efter at han fik endnu en skade, mens han wrestlede på en WCW-turné i Japan for WCW's samarbejdspartner, New Japan Pro Wrestling (NJPW). Bischoff og WCW mente ikke, at Steve Austin var en wrestler, der kunne markedsføres ordentligt. Austin har senere kaldt Bischoff for en "kujon", fordi han fyrede ham over telefonen.

### Extreme Championship Wrestling (1995)
Selv om Steve Austin endnu ikke var kommet sig over sin skade, blev han kontaktet af Paul Heyman, ejeren af Extreme Championship Wrestling (ECW), der var en nyere og mindre wrestlingorganisation end WCW. Heyman havde fungeret som manager for Austin i WCW og ville have ham til at give interviews i ECW, indtil han kunne vende tilbage til ringen. Mens han var i ECW, begyndte Steve Austin at lægge grundlaget for gimmicken som "Stone Cold" Steve Austin, der senere skulle gøre ham til en superstjerne. I sine interviews i ECW hånede han sin tidligere arbejdsgiver, WCW.
I sin korte tid i ECW var han kendt under ringnavnet "Superstar" Steve Austin. Austin fik en kamp mod The Sandman, og han fik også en titelkamp om ECW World Heavyweight Championship mod den regerende mester Mikey Whipwreck, som Austin dog tabte. Ved ECW's December to Dismember deltog Austin i en three-way match mod The Sandman og Mikey Whipwreck om ECW-titlen, men The Sandman vandt. Paul Heyman, der bookede kampene i ECW, har senere fortalt, at han ønskede Austin skulle vinde ECW-titlen, men Austin afslog tilbuddet.

### World Wrestling Federation (1995-2002)

#### The Ringmaster (1995-1996)
I slutningen af 1995 forlod Steve Austin ECW og skrev kontrakt med verdens førende wrestlingorganisation, World Wrestling Federation (WWF), efter at WWF-wrestleren Kevin Nash og WWF-kommentatoren Jim Ross havde overtalt WWF-ejeren Vince McMahon til at hyre ham. Til at starte med wrestlede Austin under ringnavnet "The Ringmaster" og fik "The Million Dollar Man" Ted DiBiase som manager. DiBiase forærede ham The Million Dollar Championship – en titel, som WWF aldrig havde anerkendt, men som DiBiase selv havde skabt i 1980'erne, så han kunne være en mester.
Austin besejrede Savio Vega i sin første kamp ved WrestleMania. Herefter barberede Austin sig skaldet. Kort tid efter tabte Austin en rematch til Vega. Som betingelse af nederlaget skulle Austins manager, Ted DiBiase, forlade WWF. DiBiase havde nemlig skrevet kontrakt med WCW, og det gav Austin en oplagt mulighed for at stå på egne ben – ligesom han havde gjort i ECW. Senere fortalte Austin under et interview, at han havde tabt kampen med vilje, så DiBiase ville forsvinde.

#### Austin 3:16 og stjernestatus (1996–1997)
Steve Austin begyndte for alvor sin vej til stjernestatus ved WWF's King of the Ring i 1996. Han begyndte at bruge grebet "The Stone Cold Stunner" til at afgøre sine kampe. Med denne nye teknik vandt han King of the Ring-turneringen med sejr over Marc Mero i semifinalen og Jake Roberts i finalen. På dette tidspunkt gik Jake Roberts' gimmick ud på at være en genfødt kristen, og efter finalekampen svinede Austin Roberts til i et interview: "Du snakker om dine salmer, snakker om Johannes 3:16... Austin 3:16 siger, at jeg lige har givet dig tæsk!". Begrebet "Austin 3:16" blev efterhånden et af de mest populære slogans i wrestling nogensinde, og teksten kom til at stå en af de bedstsælgende T-shirts i WWF's historie. Øjeblikket betegnes – sammen med Montreal Screwjob året efter – ofte som starten på WWF's "Attitude Era", hvor wrestling skiftede fra at henvende sig primært til børn til at være for unge, særligt markeret med voldsommere kampe og mere beskidt sprog og indhold i WWF's tv-programmer.
Den tidligere verdensmester Bret Hart havde taget en pause fra wrestling, efter han tabte VM-titlen til Shawn Michaels ved WrestleMania 12 i foråret 1996, og i efteråret begyndte Steve Austin at svine Hart til. Som resultat heraf vendte Hart tilbage til WWF, og de to mødtes i en kamp ved WWF's Survivor Series i november om at blive topudfordrer til WWF's VM-titel, WWF Championship. Hart vandt kampen, men det sluttede langt fra fejden mellem de to, der kom til at vare i et års tid.
I januar 1997 blev Steve Austin elimineret af Bret Hart i den traditionsrige Royal Rumble match ved WWF's Royal Rumble, men dommerne så det ike, så Austin sneg sig tilbage i ringen og eliminerede Hart. Derved vandt Steve Austin kampen. Austin deltog efterfølgende i en VM-titelkamp mod tre andre wrestlere, hvori Bret Hart løb med sejren. Aftenen efter under en episode af WWF's ugentlige tv-program, Monday Night Raw, sørgede Austin for, at Bret Hart mistede sin nyvundne VM-titel til Sycho Sid. Ved WrestleMania 13 mødtes Bret Hart og Steve Austin endnu en gang – denne gang i en submission match. Hart vandt kampen, da Austin besvimede. Efter kampen fortsatte Hart med at angribe Austin, og i et såkaldte "double turn" vendte fans sig imod den ellers populære Bret Hart og begyndte at tiljuble heel-wrestleren Steve Austin. I månederne efter lykkedes det endelig Austin at besejre Hart, og han vandt rettigheden til en VM-titelkamp mod The Undertaker, som han dog tabte.
I 1997 lykkedes det Steve Austin at vinde WWF Tag Team Championship to gange. Første gang var med Shawn Michaels, da tagteamet med de to wrestlere besejrede Owen Hart og British Bulldog. Michaels blev dog skadet, og de måtte opgive VM-bælterne. Anden gang vandt Austin VM-bælterne fra Bret Hart og British Bulldog sammen med Dude Love.
Ved WWF's SummerSlam i august 1997 udfordrede Steve Austin Bret Hart's bror Owen til en kamp om WWF Intercontinental Championship. Under kampen lavede Owen Hart en alvorlig fejl, så Austins hoved røg direkte ned i ringgulvet med fuld kraft. Austin brækkede nakken og blev midlertidigt lammet. Eftersom Austin var sat til at vinde titlen, blev de to wrestlere nødt til at improvisere en hurtig afslutning på kampen, og Owen Hart lod Austin vinde via et kikset pinfall efter at have råbt ad publikum. En tydeligt skadet og forvirret Steve Austin blev hjulpet på benene af en række dommere og ført backstage. På grund af skaden blev Austin nødt til at opgive både WWF Intercontinental Championship og WWF Tag Team Championship. Austin vendte tilbage i november ved WWF's Survivor Series, hvor han endnu en gang besejrede Owen Hart og igen vandt WWF Intercontinental Championship.
Steve Austin indledte herefter en fejde med The Rock, der ligesom Austin var én af WWF's nye superstjerner på vej frem. The Rock stjal Austins titelbælte i november og proklamerede, at han var den bedste interkontinentale mester nogensinde, selv om han aldrig havde holdt titlen rigtigt. Austin besejrede dog The Rock ved WWF's In Your House i december 1997. Aftenen efter på Monday Night Raw forlangte WWF-ejer Vince McMahon, at Steve Austin skulle forsvare titlen endnu en gang mod The Rock. Austin nægtede og valgte i stedet for at opgive titlen i frustration.

#### Fejde med Mr. McMahon og verdensmester (1997-1999)
I september 1997 under en episode af Monday Night Raw holdt Owen Hart en tale til fans, og under talen løb Steve Austin, efterfulgt af fem politibetjente, ind i ringen og angreb Owen Hart, som Austin var i gang med at fejde med, og som havde forårsaget Austins brækkede nakke. Lige inden Austin skulle til at slås med betjentene, kom WWF's ejer, Vince McMahon, op i ringen og begyndte at belære Austin om, hvorfor han ikke "fysisk" kan konkurrere. Kort efter gav Austin McMahon en "Stone Cold Stunner" og efterlod McMahon i chok. Austin blev herefter anholdt. Episoden markerede begyndelsen på fejden mellem Steve Austin og Vince McMahon, der kort tid efter begyndte at udvikle en ond heel-gimmick (Mr. McMahon), efter at han havde snydt Bret Hart for VM-titlen i en kamp mod Shawn Michaels (Montreal Screwjob).
Med Bret Harts farvel fra WWF til WCW var Steve Austin og Shawn Michaels WWF's to største stjerner. Steve Austin vandt for andet år i træk årets Royal Rumble match i januar 1998 ved at eliminere The Rock til sidst. Aftenen efter på Monday Night Raw afbrød Austin Vince McMahon i hans præsentation af den tidligere bokseverdensmester Mike Tyson. McMahon kaldte Tyson for "den ondeste mand på planeten" – en titel, som Austin mente tilhørte ham. I ringen gav Austin endda Tyson fingeren, og de kom op at slås. Efterfølgende blev Mike Tyson valgt som dommer til Austins kommende VM-titelkamp mod Shawn Michaels ved WrestleMania XXIV, og Tyson støttede åbenlyst den regerende verdensmester og hans heel-gruppe D-Generation X. Ved WrestleMania XIV vandt Steve Austin sin første VM-titel, da han besejrede Shawn Michaels med hjælp fra Mike Tyson, der vendte sig mod Shawn Michaels i kampens slutminutter. Grundet en alvorlig rygskade forårsaget inden VM-titelkampen var Michaels' kamp mod Austin den sidste i WWF (Michaels gjorde dog comeback i 2002).
Aftenen efter på RAW præsenterede Vince McMahon ham et nyt titelbælte og advarede samtidig Austin om, at han ikke brød sig om hans opførsel. Austin gav McMahon en stunner. I april 1998 så det ud til, at Austin og McMahon skulle mødes i en rigtig kamp, men kampen blev erklæret "no contest", da Dude Love afbrød den. Det lykkedes Austin at forsvare VM-titlen mod Dude Love ved WWF's Unforgiven: In Your House, til trods for at McMahon var kampens dommer.
Mr. McMahon fortsatte dog med at gøre alt for at ruinere Austin, og ved WWF's King of the Ring lykkedes det endelig McMahon at få ram på ham. Ved showet mistede Austin nemlig VM-titlen til Kane i en first blood match. Austin gjorde dog McMahon endnu mere rasende, da han vandt VM-titlen tilbage aftenen efter på RAW. Ved WWF's SummerSlam forsvarede Austin sin VM-titel mod The Undertaker med succes. Som modsvar på Austins succes satte McMahon Austin til at forsvare VM-titlen mod både The Undertaker og Kane i en triple threat match, og her lavede begge udfordrerne et pinfall på Austin samtidigt. Derfor valgte McMahon at erklære VM-titlen for ledig, og han satte The Undertaker og Kane til at mødes i en VM-titelkamp med Steve Austin som kampens dommer. Under kampen nægtede Austin at lade nogen af dem vinde, og han angreb dem begge i stedet for. McMahon fyrede Austin, men Austin fik hævn, da han truede WWF-ejeren med en plastikpistol, så han tissede i bukserne. Austin blev senere genansat af Vince McMahons søn, Shane McMahon.
Den ledige VM-titel blev sat på spil i en VM-titelturnering ved WWF's Survivor Series i november 1998. I semifinalen tabte Steve Austin til Mankind, efter Shane McMahon havde forrådt ham. The Rock vandt turneringen og dermed WWF Championship, og aftenen efter på RAW fik Steve Austin en VM-titelkamp. Under kampen slog The Undertaker Austin med en skovl, så The Rock blev diskvalificeret, men beholdt VM-bæltet. Steve Austin besejrede The Undertaker ved Rock Bottom: In Your House måneden efter.
Inden den traditionsrige Royal Rumble match i januar ved WWF's Royal Rumble sørgede Steve Austin for, at han fik lov til at starte kampen i ringen mod Vince McMahon. McMahon løb ud af ringen, og Austin jagtede ham ud blandt publikum. Det viste sig dog at være en fælde, for Austin blev angrebet af medlemmer af McMahons heel-gruppe, The Corporation. Austin blev skadet og kørt væk i en ambulance. McMahon satte sig hen til kommentatorbordet og kommenterede resten af kampen, hvor vinderen får en VM-titelkamp ved WrestleMania. Senere vendte Steve Austin tilbage fra sygehuset og eliminerede Big Boss Man som den sidste, og dermed så Austin ud til at have vundet kampen for tredje år i træk. Med hjælp fra The Corporation og The Rock lykkedes det dog Vince McMahon – der teknisk set heller ikke var blevet elimineret i kampen – at elimiere Steve Austin. Dermed vandt Mr. McMahon kampen. Han undlod dog at udfordre The Rock til en VM-titelkamp ved WrestleMania, og derfor gav WWF-kommissær Shawn Michaels kampen til Steve Austin – til stor frustration for McMahon.
Ved WWF's St. Valentine's Day Massacre fik Steve Austin endelig en steel cage match mod Mr. McMahon, hvor Austins VM-titelkamp ved WrestleMania XV var på spil. Under kampen fik Paul Wight, der havde wrestlet som The Giant i World Championship Wrestling (WCW), sin debut i WWF. Wight, der senere fik ringnavnet Big Show, angreb Austin og smed ham ind i siden af stålburet, så det gik i stykker og kastede ham ud af ringen. Fordi Austin var den første til at slippe ud af stålburet, vandt han kampen.
Steve Austin besejrede The Rock ved WrestleMania XV og vandt dermed WWF Championship for tredje gang i karrieren. Austin og The Rock mødtes i en retmatch ved WWF's Backlash i april, som Austin også vandt, men han tabte VM-titlen ved WWF's Over the Edge i maj 1999 til The Undertaker – samme aften som Owen Hart døde under showet. Vince McMahons kone og datter, Linda og Stephanie McMahon gjorde Steve Austin til adm. direktør i WWF, og Austin sørgede efterfølgende for, at han fik en ny VM-titelkamp mod The Undertaker på RAW, som han vandt. Austin holdt fast i VM-titlen, indtil WWF's SummerSlam i august, hvor han tabte VM-titlen til Mankind i en triple threat match, der også involverede Triple H. Ved Survivor Series i november 1999 fik Steve Austin chancen for at vinde VM-titlen fra den regerende verdensmester Triple H, men Austin blev på WWF-tv kørt ned af en bil, og Big Show blev sat ind i kampen i stedet for. Austin var nødsaget til at tage en ni måneder lang pause fra WWF, så han kunne få opereret nakken, der fortsat var skadet efter kampen mod Owen Hart i 1997. På tv var det dog bilulykken, der var årsag til Austins pause.

#### Comeback som heel-wrestler (2000-2001)
På grund af sin skadespause missede Steve Austin WrestleMania 2000, men han gjorde comeback måneden efter ved WWF's Backlash, hvor han hjalp The Rock til at vinde WWF Championship fra Triple H, der ellers blev hjulpet af Vince McMahon. Som en del af WWF's storyline forsøgte man at finde ud af, hvem der havde kørt Austin ned i efteråret 1999. Rikishi indrømmede til sidst, at det var ham, og ved WWF's No Mercy blev han besejret af Steve Austin. Senere viste det sig dog, at det var Triple H, der havde stået bag hele episoden som et forsøg på at holde fast i VM-titlen og gøre en ende på Austins karriere. Ved Survivor Series i november 2000 forsøgte Triple H endnu en gang at køre Austin ned under en kamp mellem de to, men missionen fejlede. I december 2000 deltog Steve Austin i en særlig hell in a cell match med seks wrestlere i en kamp om WWF Championship, som på dette tidspunkt blev holdt af Kurt Angle. Da Austin var lige ved at få sejren, blev han forhindret af Triple H, og til sidst lykkedes det Kurt Angle at udnytte situationen og vinde kampen.
I januar 2001 vandt Steve Austin for tredje gang i karrieren den årlige Royal Rumble match. Måneden efter fik hans lange fejde med Triple H endelig en afslutning, da Triple H besejrede Steve Austin ved WWF's No Way Out. For anden gang i WrestleMania-historien udfordrede Steve Austin ærkerivalen og den nye verdensmester The Rock til en VM-titelkamp – denne gang ved WrestleMania X-Seven. Under kampen forvandlede Austin sig til fansenes store skuffelse og overraskelse til heel-wrestler, da han gentagne gang slog The Rock voldsomt med en stol. Med hjælp fra Mr. McMahon vandt Steve Austin kampen og dermed også WWF Championship for femte gang i karrieren. Som en uforudsigelig afslutning på WrestleMania X-Seven gav Steve Austin og Vince McMahon hinanden hånden efter kampen. Austin forsvarede VM-titlen mod The Rock aftenen efter på RAW, og over de næste par måneder ændrede han sin gimmick, så han blev en mere klynkende primadonna, der brokkede sig, hvis fans og wrestlere ikke respekterede ham. Austin gik også langt for at imponere McMahon og gav ham endda gaver. McMahon, der ikke umiddelbart brød sig om Austins nye adfærd, var dog lettet over at have ham som medspiller i stedet for modspiller. I kampen på RAW mod The Rock kom Triple H ned til ringen og hjalp Austin med at få sejren. De smadrede ham med en stor hammer, så The Rock var nødsaget til at tage en pause fra wrestling (i virkeligheden skulle han indspille en film).
Steve Austin og Triple H var dermed WWF's to største heel-wrestlere, og de fejdede med The Undertaker og Kane. Sammen vandt Austin og Triple H WWF Tag Team Championship ved WWF's Backlash. Austin og Triple H dominerede WWF fuldstændigt, da han var den regerende verdensmester, mens Triple H holdt WWF Intercontinental Championship. Triple H blev dog skadet kort efter, og derfor blev WWF nødt til at stoppe deres storyline og gå i en ny retning, eftersom Triple H ville være ude resten af året.

#### The Invasion (2001)
Eftersom The Rock var godt i gang med at indspille film, og Triple H var blevet skadet, var WWF desperate efter at få en ny, stor storyline i gang, og derfor skyndte man at sætte en storyline om The Invasion i gang. I foråret 2001 havde ejeren af World Wrestling Federation, Vince McMahon, opkøbt sine to største konkurrenter på det amerikanske marked – World Championship Wrestling og Extreme Championship Wrestling. Derfor var mange wrestlere efterladt uden noget arbejde, og en del, men ikke alle, kunne få arbejde i WWF.
I WWF's nye storyline rottede mange af de tidligere WCW- og ECW-wrestlere sig sammen mod WWF-wrestlerne og "invaderede" organisationen. I WWF så McMahon sit imperium falde fra hinanden, mens The Alliance, alliancen mellem WCW og ECW, så småt overtog styringen. Samtidig var McMahons bedste wrestlere, Kurt Angle og Steve Austin, i gang med at bekæmpe hinanden i stedet for at kæmpe for WWF, fordi Austin så Angle som en trussel mod VM-titlen. McMahon gik endda så langt, at han bad Steve Austin om at vende tilbage til sin Stone Cold-gimmick, men det gjorde Austin sur. Ugen inden WWF's pay-per-view-show InVasion vendte Austin dog tilbage til sin gamle gimmick og angreb alliancens medlemmer. Det var dog bare afledningsmanøvre, for Austin vendte sig mod WWF-holdet og Kurt Angle og hjalp The Alliance med at vinde, da han tog styring over WCW- og ECW-wrestlerne.
Steve Austin mistede sin VM-titel til Kurt Angle, men vandt den hurtigt igen i fejden med Kurt Angle. Austins sjette og sidste WWF Championship blev vundet under en episode af RAW i oktober 2001. Ved Survivor Series i november blev The Invasion-storylinen afsluttet, da Austin sammen med et hold bestående af WCW- og ECW-wrestlere tabte til The Rock og WWF-holdet. Austins hold tabte, efter at Kurt Angle havde forrådt holdet. Aftenen efter på RAW skulle Vince McMahon til at give Kurt Angle VM-titlen for hans bedrifter ved Survivor Series, men den 16-dobbelte verdensmester og tidligere WCW-wrestler Ric Flair vendte tilbage til WWF og fortalte, at han havde købt halvdelen af aktierne i WWF og derfor var medejer af WWF sammen med McMahon. Derefter kom Steve Austin op i ringen, angreb Angle og McMahon og tog sin VM-titel tilbage. Flair og Austin fejrede det med nogle øl i ringen, og Steve Austin var atter face-wrestler. Austin forblev verdensmester i en måneds tid, inden han mistede WWF Championship til Chris Jericho ved WWF's Vengeance i december 2001, da Booker T blandede sig i kampen.

#### Problemer med ledelsen og farvel (2002)
Selv om Steve Austin fortsat var en af WWF's mest succsrige og populære wrestlere, blev hans kommende storlylines som optakt til WrestleMania af mange betragtes som middelmådige, især sammenlignet med tidligere år. Ved årets Royal Rumble match kom Austin blandt de sidste fire, men han blev elimineret af Kurt Angle. Han besejrede Kurt Angle nogle dage senere og vandt dermed retten til en VM-titelkamp mod Chris Jericho ved WWF's No Way Out, som Austin dog tabte.
Som optakt til No Way Out havde Vince McMahon hyret New World Order (nWo) – en heel-gruppe, der havde dominieret World Championship Wrestling i slutningen af 1990'erne med den 11-dobbelte verdensmester Hulk Hogan som leder. Det førte til en masse problemer backstage, for Steve Austin var utilfreds med, at Hulk Hogan var tilbage i WWF efter ni års pause, hvor han havde wrestlet i WCW. Rygter fortæller, at Austin og Hogan – wrestlingbranchens to største stjerner nogensinde – var planlagt til at mødes ved WrestleMania X8, men Austin nægtede at tabe til Hogan, som ellers var blevet planlagt. Som resultat heraf blev Steve Austin sat til at møde en anden nWo-wrestler i form af Scott Hall, mens Hogan blev sat til at møde The Rock. Steve Austin besejrede Scott Hall ved WrestleMania X8, og samme aften tabte Hogan til The Rock i en historisk kamp, der gik over i historiebøgerne.
Til manges overraskelse nægtede Steve Austin at dukke op til optagelserne til RAW aftenen efter WrestleMania X8, og han tog sig en uges pause uden WWF's godkendelse, hvilket gjorde en masse fans utilfredse, fordi de havde betalt for at se WWF-stjernen. Austin vendte tilbage til RAW 1. april 2002, som var den første aften i WWF's nye "Brand Extension"-æra. RAW handlede om, hvilket tv-program (eller brand) Austin ville skrive kontrakt med – RAW eller SmackDown. Austin valgte RAW. Austin indledte en fejde med The Undertaker om at blive topudfordrer til VM-titlen, og ved WWF's Backlash tabte han til The Undertaker.
I samme periode blev World Wrestling Federation nødt til at ændre navn til World Wrestling Entertainment (WWE), fordi organisationen tabte en retssag til Verdensnaturfonden (WWF) om brugen af forkortelsen.
Ved WWE's Judgment Day lykkedes det Steve Austin at vinde en to-mod-en handicap match mod Big Show og Ric Flair, der havde vendt sig imod ham. I et tv-interview over telefonen chokerede Austin WWF-ledelsen og WWF's fans ved verbalt at angribe retningen, som WWE var i gang med gå imod. Han brokkede sig over, at han ikke blev brugt ordentligt. Kommentatorerne kæmpede med at få Austins kommentatorer til at fremstå neutrale, men WWE blev nødt til at undskylde for hans opførsel, og WWE fortalte, at det ikke var en del af Austins kommende storyline.
WWE genansatte Eddie Guerrero, så Steve Austin kunne starte en fejde med ham, og WWE foreslog også, at Austin også kunne fejde med Brock Lesnar – en ny wrestler, der hurtigt var på vej frem. Austin nedlagde dog veto og nægtede at tabe til Lesnar, og til sidste forlod Austin organisationen for en kort periode. Austin forklarede senere, at hvis Lesnar havde fået lov til at besejre Austin så hurtigt i en fejde, ville det have fået Austin til at se svag ud, og det ville ikke have hjulpet Lesnar nær så meget, som hvis det var blevet bygget ordentligt op. I stedet for besejrede Lesnar nogle andre af WWF's store stjerner, heriblandt The Rock og Hulk Hogan.
På samme tid oplevede Steve Austin problemer derhjemme med sin kone Debra. I starten af juni 2002 optrådte han en sidste gang på RAW. Ugen efter valgte han ikke at dukke op, og WWE droppede Austins kommende storyline. I pressen forklarede Austin, at han ikke havde syntes godt om de storylines, der var blevet præsenteret for ham af WWE-ledelsen. Denne gang blev hans farvel længerevarende. McMahon og Austins gode ven og WWE-kommentator Jim Ross svinede Austin til i de følgende uger på WWE's tv-programmer, fordi han var taget hjem på grund af, at han ikke fik sin vilje. McMahon insisterede på, at Austin burde undskylde over for WWE-fans.
Austins merchandise fortsatte med at sælge godt i ugernes efter Austins farvel, men uden udsigter til, at Austin ville vende tilbage til WWE, hvor han havde wrestlet siden 1995, valgte man at stoppe markedsføringen af hans merchandise. Samtidig blev hans profil fjernet på wwe.com.

### World Wrestling Entertainment (2003-nu)

#### Comeback til WWE og endeligt farvel (2003-2004)
I resten af 2002 holdt Steve Austin lav profil og optrådte ikke offentligt i World Wrestling Entertainment (WWE) eller andre wrestlingorganisationer. Nær årets afslutning mødtes han dog med WWE-ejer Vince McMahon, og de fik udredet deres uenigheder. Samtidig blev de enige om, at Steve Austin kunne vende tilbage til WWE i starten af 2003.
I et interview med WWE Raw Magazine udtrykte Steve Austin ærgrelse over, at situationen havde udviklet sig så meget, så han følte sig nødsaget til at forlade WWE. Samtidig fortrød han, at han havde spekuleret for meget i, at enkelte wrestlere var imod ham, og han understregede, at han ikke havde nogen problemer med, at eksempelvis Scott Hall var kommet tilbage til organisationen. Han indrømmede dog, at stadig syntes, at hans kamp mod Scott Hall ved WrestleMania X8 var alt for kort, og måden, som den var blevet promoveret på, ikke havde levet op til hverken hans egne fans eller Scott Halls fans forventninger. Samtidig blev han rasende over, at folk kunne spekulere i, at han var utilfreds med, at Kevin Nash var tilbage i WWE, og han insisterede på, at de to havde altid været gode venner. Han afslørede, at han havde store problemer med Triple H og hans rolle backstage, men også de havde forsonet sig. Til sidst nævnte han også, at Austin havde haft problemer med The Rock, da Austin var vendt tilbage til WWE i 2003, men de problemer var også ude af verden.
I februar 2003 fik Austin comeback i ringen i en kort kamp mod RAW's adm. direktør, Eric Bischoff. Austin wrestlede kun én kort kamp til – også mod Eric Bischoff – inden WrestleMania XIX, hvor han skulle møde The Rock. Det var det tredje møde mellem de to ved WrestleMania, men denne gang lykkedes det The Rock at vinde. Det viste sig, at det blev Steve Austin sidste kamp i WWE.
Aftenen efter på RAW blev Austin fyret (i storyline) af Eric Bischoff. Morgenen efter gav Steve Austin et interview til wwe.com, hvor han fortalte, at han indstillede karrieren øjeblikkeligt. Han sagde dog, at han ville fortsætte med at være på tv, bare i roller, der ikke involverede noget wrestling. Det skyldtes, at hans skader i ryggen og nakken havde generet ham så meget siden 2001, at han ikke længere ønskede at wrestle. Han forklarede også, at dette var årsagen til hans pludselige farvel i 2002.
Ugen efter blev Steve Austin udnævnt til at være adm. direktør for RAW sammen med Eric Bischoff. Austin forblev i denne rolle i det meste af 2003. I november 2003 tabte hans hold til Bischoffs hold ved WWE's Survivor Series, og dermed fik Bischoff igen hele ansvaret for RAW. I 2004 medvirkede Steve Austin indimellem på tv, og han var dommer i kampen mellem Brock Lesnar og Goldberg ved WrestleMania XX. Fans jublede for Austin, men buhede af både Lesnar og Goldberg, der var på vej væk fra WWE.
I april 2004 sendte WWE en pressemeddelelse ud, hvor der stod, at WWE og Steve Austin ikke kunne enes om at forlænge kontrakten, og Austin havde dermed forladt organisationen endnu en gang.

#### Gæsteoptrædener og Hall of Fame (2005-nu)
Steve Austin viste sig for første gang i WWE i et år ved WrestleMania 21, hvor han blev konfronteret af Roddy Piper i Piper's Pit. Sammen smed de Carlito ud af ringen og fejrede det med øl i ringen, indtil Austin gav Piper en stunner. Austin medvirkede på de efterfølgende episoder af RAW. Senere deltog Austin også i WWE's udgave af ECW-showet One Night Stand.
I marts 2006 vendte Austin tilbage til WWE under en episode af Saturday Night's Main Event, hvor han udfordrede John "Bradshaw" Layfield til en øldrikningskonkurrence, som Austin vandt. Aftenen inden WrestleMania 22 introducerede han Bret Hart ind i WWE Hall of Fame.
I marts 2007 viste Austin sig igen på WWE's ugentlige tv-programmer (RAW, SmackDown og ECW) for at promovere sin seneste film, The Condemned, der var blevet produceret af WWE Films. Samme år introducerede han sin gode ven og WWE-kommentator Jim Ross ind i WWE Hall of Fame. Ved WrestleMania 23 aftenen efter var han dommer i kampen mellem Bobby Lashley og Umaga. Austin var igen dommer ved WWE's Cyber Sunday i VM-titelkampen mellem Batista og The Undertaker. Ved samme show året efter var Austin dommer i endnu en VM-titelkamp, denne gang mellem Batista og Chris Jericho.
I januar 2009 blev Steve Austin annonceret som det første medlem af WWE Hall of Fame, årgang 2009. Aftenen inden WrestleMania XXV blev han introduceret ind i WWE Hall of Fame af ærkerivalen og WWE-ejer Vince McMahon, der kaldte ham "den største WWE-superstjerne nogensinde". I marts 2010 var han gæstevært på RAW.
I 2011 blev Steve Austin cheftræner og vært på tv-programmet WWE Tough Enough. Ved WrestleMania XXVII var Austin endnu en gang dommer i kampen mellem de to WWE-kommentatorer Jerry Lawler og Michael Cole.

## VM-titler
Steve Austin er en seks-dobbelt verdensmester. Han har vundet WWF Championship seks gange i World Wrestling Federation.
| Nr. | VM-titel         | Modstander     | Org. | Dato            | Show                 | Dage | Efterfølger   |
| --- | ---------------- | -------------- | ---- | --------------- | -------------------- | ---- | ------------- |
| 1   | WWF Championship | Shawn Michaels | WWF  | 29. marts 1998  | WrestleMania XIV     | 91   | Kane          |
| 2   | WWF Championship | Kane           | WWF  | 29. juni 1998   | RAW                  | 90   | Ledig         |
| 3   | WWF Championship | The Rock       | WWF  | 28. marts 1999  | WrestleMania XV      | 56   | The Rock      |
| 4   | WWF Championship | The Undertaker | WWF  | 28. juni 1999   | RAW                  | 55   | Mankind       |
| 5   | WWF Championship | The Rock       | WWF  | 1. april 2001   | WrestleMania X-Seven | 175  | Kurt Angle    |
| 6   | WWF Championship | Kurt Angle     | WWF  | 8. oktober 2001 | RAW                  | 62   | Chris Jericho |

## Tv- og filmkarriere
Steve Austin fik sin filmdebut i 2005 med en birolle som Guard Dunham i The Longest Yard. Austin fik efterfølgende sin første hovedrolle som Jack Conrad i 2007 i WWE_filmen The Condemned. I rollen som bodyguarden Dan Paine spillede Steve Austin med i storfilmen The Expendables, der bl.a. havde Sylvester Stallone, Jason Statham, Jet Li, Terry Crews og Randy Couture på rollelisten. Senere medvirkede han i tv-serien Chuck som Hugo Panzer. Han har også medvirket i film som Damage, Hunt to Kill, The Stranger, Tactical Force, Knockout, The Packsage (med Dolph Lundgren) og Maximum Conviction (med Steven Seagal) og i Recoil fra 2012 hvor han spiller overfor Danny Trejo.